# 香料航空航点

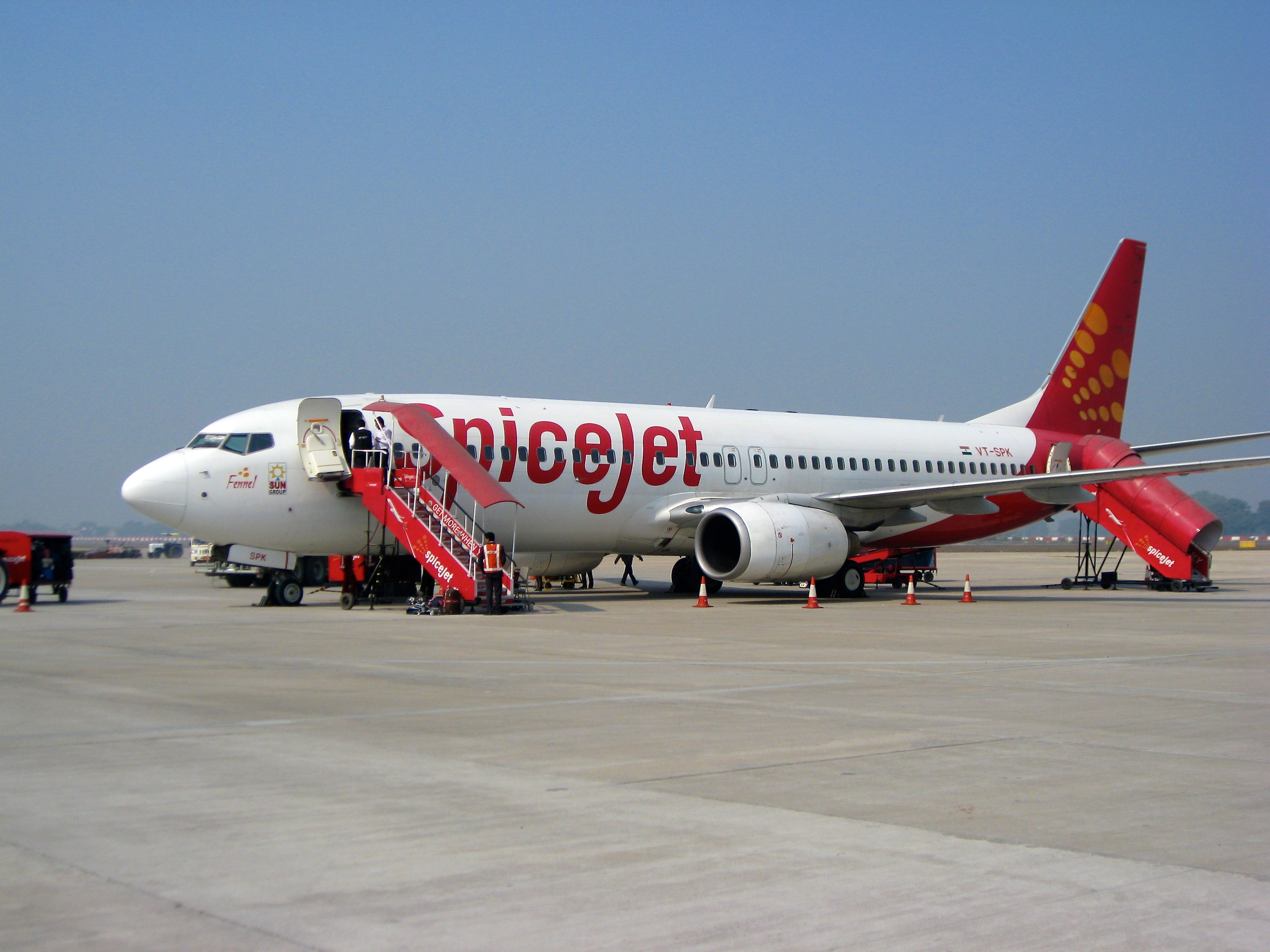
停放在瓦拉纳西机场的香料航空飞机

以下为香料航空的定期航点列表。截至2016年3月，香料航空拥有41个航点，其中国内航点34个，国际航点7个。

### 亞洲
印度
- 布萊爾港 – 布萊爾港國際機場
- 海德拉巴 – 拉吉夫·甘地國際機場 主要樞紐[3]
- 蒂鲁帕蒂 – 提盧巴地機場（英语：Tirupati Airport）
- 拉贾赫穆恩德尔伊 – 拉加穆迪利機場（英语：Rajahmundry Airport）
- 維傑亞瓦達 – 維傑亞瓦達機場（英语：Vijayawada Airport）
- 維沙卡帕特南 – 維沙卡帕特南機場（英语：Visakhapatnam Airport）
- 古瓦哈提 – 古瓦哈提國際機場（英语：Lokpriya Gopinath Bordoloi International Airport）
- 德里 – 英迪拉·甘地國際機場 主要樞紐
- 果阿邦 – 果阿国际机场
- 艾哈邁達巴德 – 艾哈邁達巴德國際機場
- 蘇拉特 – 蘇拉特機場（英语：Surat Airport）
- 加穆 – 加穆機場（英语：Jammu Airport）
- 斯利那加 – 斯利那加機場
- 班加羅爾 – 班加羅爾國際機場
- 門格洛爾 – 門格洛爾國際機場
- 卡利卡特 – 科澤科德國際機場
- 科欽 – 柯枝國際機場
- 特里凡得琅 – 特里凡得琅國際機場
- 博帕爾 – 博帕爾機場（英语：Bhopal Airport）
- 印多爾 – 印多爾機場（英语：Devi Ahilyabai Holkar Airport）
- 奧郎加巴德 – 奧郎加巴德機場（英语：Aurangabad Airport）
- 孟買 – 賈特拉帕蒂·希瓦吉國際機場 次要樞紐
- 那格浦爾 – 巴巴薩海布·阿姆倍伽爾博士國際機場
- 浦那 – 浦那國際機場
- 楠德 – 楠德機場（英语：Nanded Airport）
- 齋浦爾 – 斋浦尔国际机场（英语：Jaipur International Airport）
- 清奈 – 清奈國際機場 主要樞紐
- 哥印拜陀 – 哥印拜陀機場（英语：Coimbatore Airport）
- 馬杜賴 – 馬杜賴機場（英语：Madurai Airport）
- 柴崎 – 柴崎機場
- 圖題扣林 – 圖題扣林機場（英语：Tuticorin Airport）
- 阿加爾塔拉 – 阿加爾塔拉機場（英语：Agartala Airport）
- 瓦拉納西 – 瓦拉納西機場（英语：Babatpur Airport）
- 加爾各答 – 內塔吉·蘇巴斯·錢德拉·鮑斯國際機場 次要樞紐
- 西里古里 – 西里古里機場（英语：Bagdogra Airport）

 尼泊尔
- 加德滿都 – 特里布萬國際機場

 斯里蘭卡
- 可倫坡 – 班達拉奈克國際機場

 阿联酋
- 杜拜 – 杜拜國際機場

 香港
- 香港 - 香港國際機場